# ГКПП Малко Търново – Дерекьой
Граничният контролно-пропускателен пункт (ГКПП) Малко Търново – Дерекьой е граничен контролно-пропускателен пункт, разположен на българско-турската граница. Той се намира в близост до Малко Търново. Най-близкият граничен контролно-пропускателен пункт е Лесово – Хамзабейли, разположен на 133 km в западна посока от ГКПП Малко Търново, също обслужващ българско-турската граница.
ГКПП Малко Търново обслужва международния път E87. Пунктът не е предвиден за преминаване на тежкотоварни моторни превозни средства и обслужва предимно туристическия трафик – леки автомобили и автобуси. Тежкотоварните превозни средства към Турция се пренасочват към ГКПП Лесово - Хамзабейли или ГКПП Капитан Андреево - Капъкуле.
ГККП Малко Търново се намира в състава на Гранично полицейско управление Малко Търново, което е с най-голямата зона за отговорност – 141,139 km държавна граница, от които 31,093 km сухоземна и 110,046 km – речна, неплавателна – по реките Резовска и Делийска.